# Felsenaltar von Oschiri

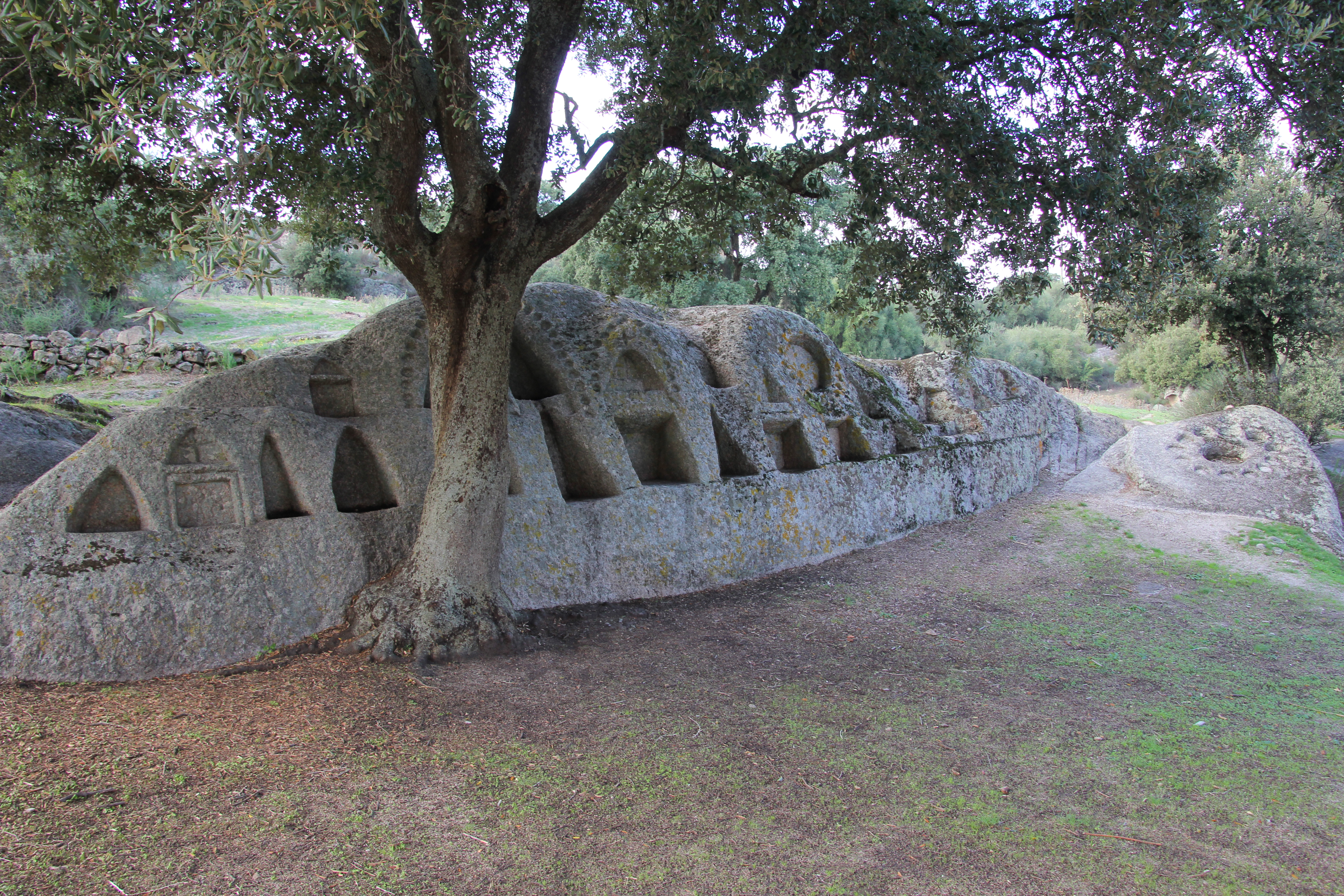
S’altare de Santu Istèvene

Der byzantinische Felsenaltar von Oschiri, sardisch S’altare de Santu Istèvene, liegt gegenüber der Landkirche Santo Stefano außerhalb des Ortes Oschiri in der Provinz Nord-Est Sardegna auf Sardinien. Er ist ein langgestreckter, skulptierter Felsaufschluss aus Granit.
Wesentliche Elemente des Altars sind etwa zwanzig drei- und viereckige (eine ist rund) Nischen, die auf der relativ glatten Frontseite in den Fels gehauen worden sind. Einige sind oben von einer Schälchenreihe eingerahmt. Unmittelbar daneben liegt ein Stein mit einer runden Aushöhlung in der Mitte, umgeben von einem Ring kleinerer runder Aussparungen. An der Seite des Aufschlusses zeigen sich drei quadratische Vertiefungen.
Der Ort, an dem der Felsenaltar und die im 16. Jahrhundert erbaute Kirche Santo Stefano stehen, wurde bereits seit der Antike frequentiert. Spuren prähistorischer und phönizisch-punischer Aktivitäten sind vorhanden. Zur letzteren Periode gehört vermutlich der weibliche Kopf, der über einer Tür mit einem mit Zeichen übersäten Sturz an der Kirche angebracht ist und wahrscheinlich die Göttin Astarte darstellt. Die Kirche wurde mit ziemlicher Sicherheit anstelle einer byzantinischen Kirche errichtet. Aus der byzantinischen Zeit (6.–9. Jahrhundert) stammt wohl der einzigartige, in einen Aufschluss gehauene Felsenaltar. In diese Zeit fallen die zahlreichen dreieckigen, quadratischen und runden Nischen, die wahrscheinlich verwendet wurden, um Opfergaben abzulegen. Es ist allerdings auch möglich, dass es sich bei dem Altar um einen vorchristlichen Opferplatz handelt, der erst im Zusammenhang mit der Ausbreitung der christlichen Religion angepasst wurde, um den neuen Bedürfnissen gerecht zu werden.
In der Nähe des Altars, im Busch verstreut, liegen etwa zehn Domus de Janas (oder Furrighesos, wie sie in Oschiri heißen). Vor dem Altar stand bis zum Jahr 1492 eine Kirche.